# 行人地獄

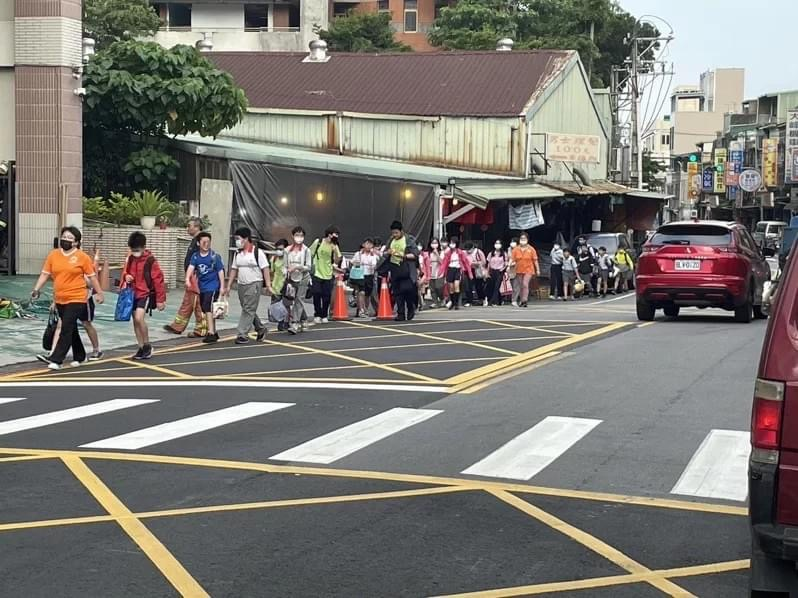
行人走在沒有人行道的車道。缺乏行人專用道，是台灣對行人不友善的原因之一。

行人地獄是指台灣普遍存在的車輛駕駛未停讓行人、人行道遭違規停車和雜物佔用等道路環境不友善的現況。由於上述情形，以及長期以來台灣發生多起行人於行人穿越道遵守規則行走、卻因車輛未停讓而遭撞擊致死或受傷的事故，該詞自2022年左右起逐漸被臺灣民眾引用，加上眾多國際媒體專題報導，遂成爲形容台灣行人交通環境的新詞、流行語及貶義詞。

## 背景
“行人地獄”一詞追溯至2021年12月成立的Facebook專頁“台灣是個行人地獄”，該專頁於2022年12月7日被美國媒體CNN的報導引用，該報導中提到“台灣雖以美食小吃、自然景觀和好客聞名，但同時也因為危險的道路環境而惡名昭彰”、“台灣2021年有2,962人死於交通事故，是日本的六倍，英国的五倍”。文章引用評論家的發言指出，“台灣交通亂象影響觀光業，若要吸引和留住國際遊客，必須先改善道路安全問題”。
根據中華民國交通部統計，2022年因交通事故死亡人數達3,085人，更是創下2013年以來新高。此外，2022年因交通事故傷亡者也較2021年增加4％，其中有394位行人因為交通事故死亡、1萬6000多人受傷；平均下來，每天有將近47位行人，在台灣道路因交通事故傷亡。與OECD國家相比，台灣每10萬人因交通事故死亡的比例高出許多。除了汽機車交通死傷，以照顧植物人為宗旨的創世基金會光是在2021年上半年，就新增收容209人，其中18至25歲的年輕人占了四分之一以上。此外，國民黨立委洪孟楷估計，每增加一位車禍死亡民眾，就增加社會成本1600萬元、每增加一位車禍受傷民眾，則增加100萬元，因此平均每年交通事故耗損臺灣社會成本可能達新台幣6千多億元。

## 原因

### 交通與都市規劃設計

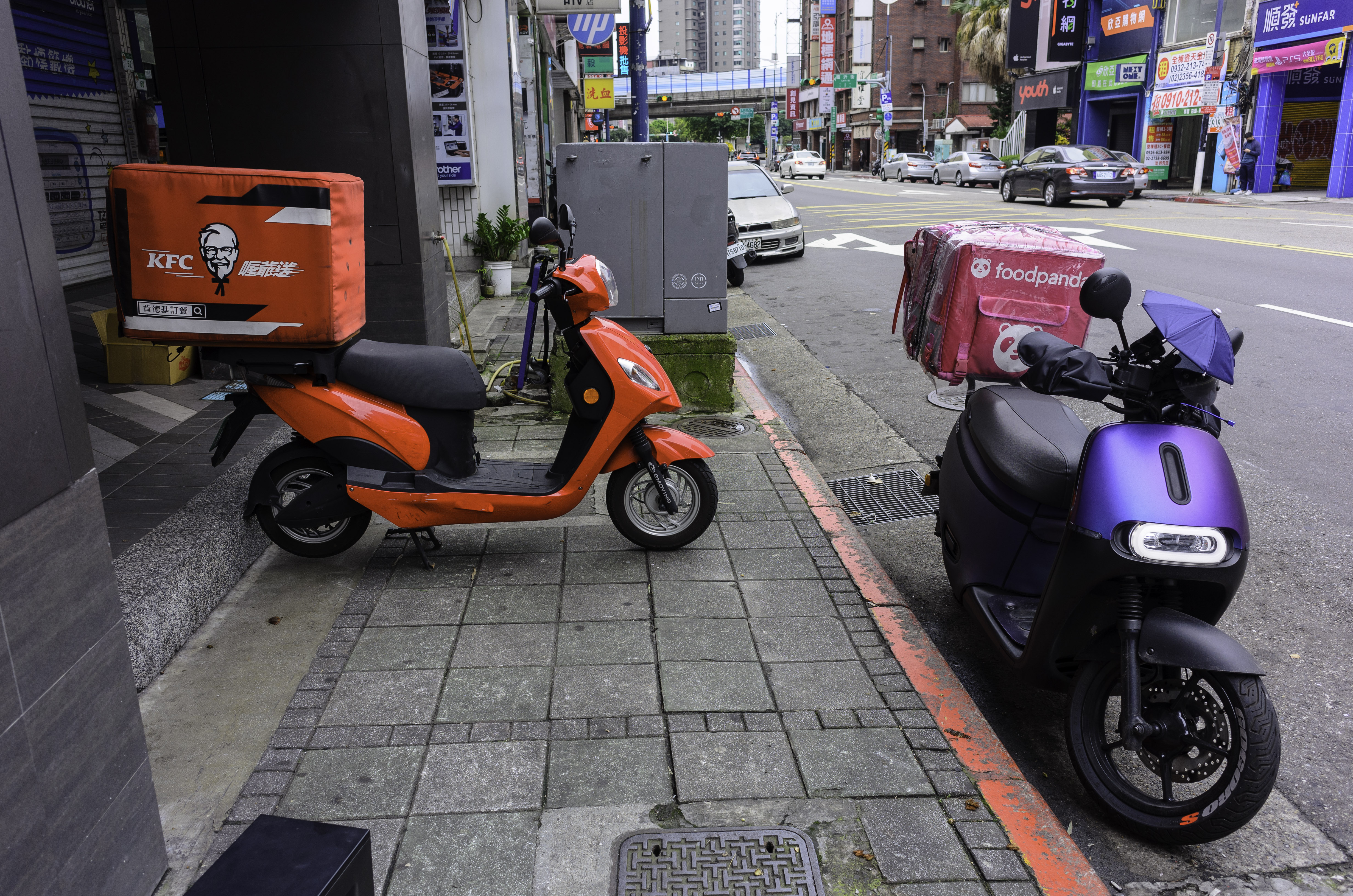
變電箱、機車阻擋的人行道

根據內政部國土管理署截至2022年的統計資料，台灣人行道之普及率為43.86%，然而，在覆蓋率不到一半的人行道中，還普遍存在人行道淨寬不足、遭車輛等障礙物佔用問題，亦讓行人需行走於車道上。除了都市計畫範圍內道路人行道維護率偏低之外，台灣的主要道路網仍以《公路法》所規劃之貫穿城市或環繞城市外圍道路為主體，其設計初衷在於促進城際連結。然而，該法規對於非都市區域交通需求之考量較少，導致連結偏鄉與都會邊緣的聯外公路普遍缺乏完善的步行空間，行人不僅暴露於車流風險中，甚至在絕大多數處路段甚至沒有人行道。此種現象不僅嚴重影響弱勢族群的出行權利，也反映出台灣交通立法與規劃在制度設計上的結構性缺陷，亟待從法規修訂與資源投入兩方面進行全面檢討與改善。此外，台灣道路規劃長期偏重車輛通行效率，普遍採用過寬路幅與簡化道路號誌配置，致使車道設計速限與實際道路環境明顯不符。大量交通研究指出，單純擴充汽機車道路容量不僅無法紓解壅塞，反而因「誘發交通需求」效應而加劇塞車問題；同時，過度寬闊的車道環境助長駕駛人超速行駛，對行人及其他弱勢用路者的安全構成潛在威脅。許多車道行穿線離路口過近、未設置停車彎和偏心式左右轉車道等等道路設計規劃不當，也被認為可能增加行人交通事故的風險。

### 車輛密度高、缺乏完善的大眾運輸系統

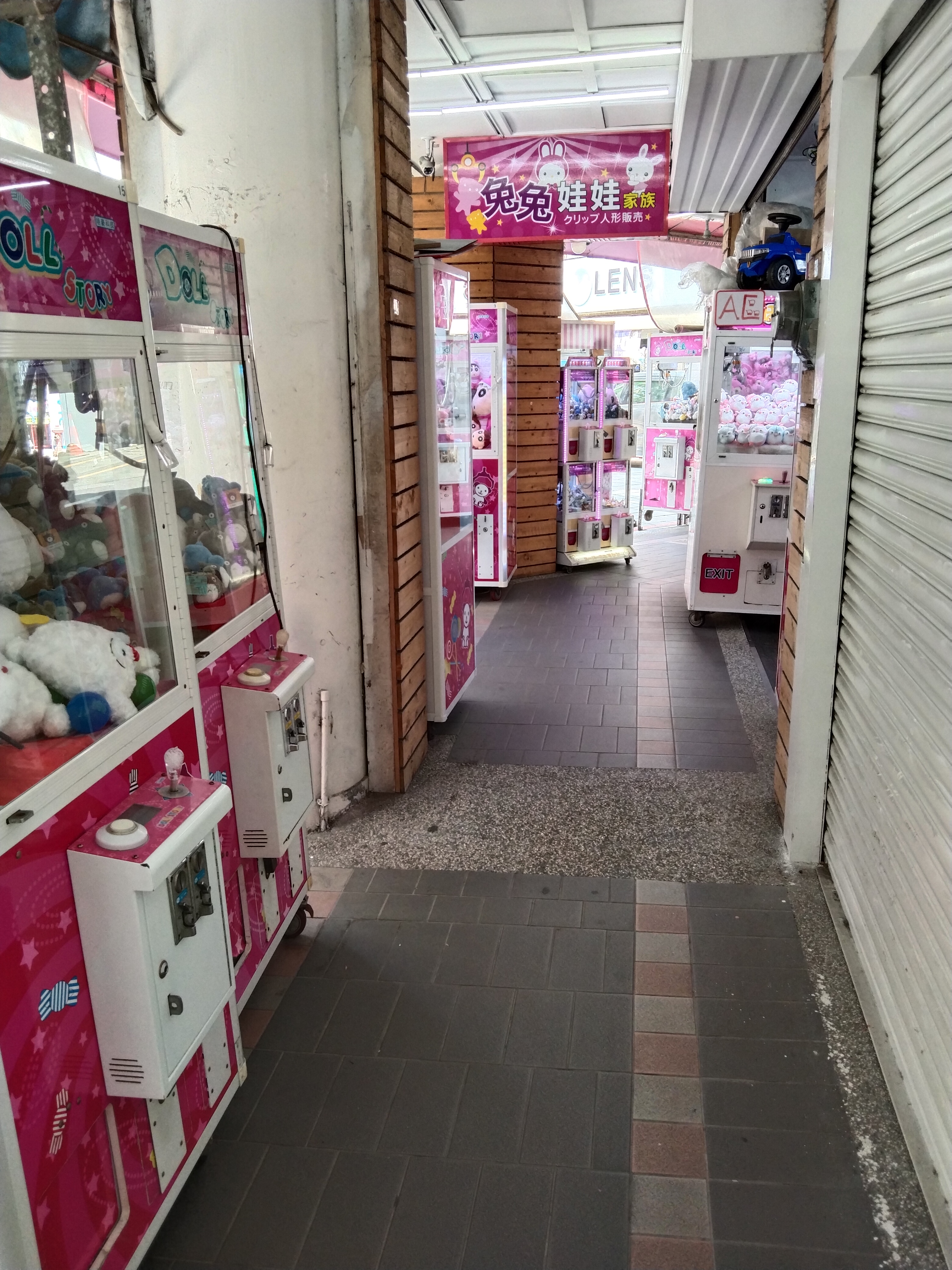
騎樓人行空間遭娃娃機佔據一景

根據國土面積每平方公里計算，台灣汽機車密度遠高於許多先進國家，然而，政府長期以來並未對擁車數量管制，也缺乏對車輛停放位置的嚴格管理，導致部分汽機車擁車者無法完全停納於建築物內或停車場，佔用了騎樓及公共道路空間，使得行人必須在車陣中通行，增加了交通事故的風險。尤其是中南部地區的大眾運輸系統覆蓋率不完善，普遍面臨班次間隔過長及轉乘不便等問題，加上行人步行環境不佳，導致中南部地區民眾大部分都使用私有運具，造成車輛違停極為普遍，而且大部分的地區缺乏完整的人行道。

### 人本交通觀念薄弱、監理與駕訓制度待完善
在道路規劃與政策制定層面，台灣部分民意代表傾向以「塞車就拓寬」、「大車優先閃避」、「馬路如虎口」、「機車靠右行駛」等以車輛為中心的思維。此種單一強調汽機車通行的治理模式，不僅無法回應現代多元交通需求，反而在道路設計與交通宣導過程中系統性排除行人、自行車及其他弱勢用路者的權益，進一步影響了交通正義與公共安全。
此外，部分基層商家因擔憂拓鋪設人行道及設置標線型斑馬線等行人優先措施，將壓縮現有停車空間並降低汽機車可見度，進而影響客流與營業利益，因而普遍對此類政策抱持抵制態度。此一現象不僅反映出既有以車輛為中心的利益結構對行人空間改善的制肘，也凸顯政策溝通與利益協調機制的不足，使得行人安全與通行權益難以在實務層面獲得有效落實。甚至有當地民代要求拆除調整庇護島等行徑，導致行人生命安全受到威脅。在台灣，無論是汽機車駕駛人或自行車騎士，往往以車輛通行為優先，普遍漠視「行人路權優先」之基本原則。再者，現行駕訓與考照制度過於寬鬆，流程流於形式：筆試內容與封閉場域路考皆難以真實模擬複雜交通情境，致使新手駕駛取得駕照後，缺乏面對多元路況之實務經驗；而記點制度自2024年延緩或部分暫停實施後，亦未能有效淘汰或教育不適任駕駛，反而強化了民眾對汽車的依賴。上述制度設計與文化結構性缺失相互交織，形塑了以車為本的惡性交通循環，不僅嚴重威脅行人及其他弱勢用路者之安全，並可能對所有交通使用者造成影響。

### 政府機關權責
台灣在道路交通環境管理上，存在中央與地方權責不明確的問題。在中央政府層級，交通部負責城際間的交通、道路監理、號誌與標線，而內政部國土管理署則掌管市區道路與都市規劃設計，埋設於人行道與道路下的管線設施歸經濟部管轄，各部會的科技園區、產業園區、農路和林道等也有各自的主管機關，例如科技部、經濟部和農業部等。在地方政府層級，為實際執行各項工程施作與管理的機關，但道路工程單位與交通局處之間橫向整合不足，常導致設計不符實際用路需求，中央與地方之間也存在溝通障礙與政策推動權責劃分不明確的問題。台灣地狹人稠，中央法規未臻完善，導致各縣市政府在交通建設上常因地制宜，這也造成了許多問題；此外道路與人行空間本應作為完整系統協同設計，但台灣現行制度卻將汽車道路(標誌、號誌部分)與人行道等硬體設置，切割為交通部與內政部(國土署)各自管轄，缺乏整體人本交通視角，導致決策流程複雜化，跨部溝通與協調成本提高。行政院曾提出將交通部與內政部(國土署)、公共工程相關業務整合為「交通及建設部」的組改法案，《交通及建設部組織法草案》曾三度送入立法院審議。但最終未被通過，主要因朝野未達共識，後續也未延續推動。

## 各界反應

### 國際媒體和世界各國政府
台灣的行人安全問題受到國際社會的關注，美國國務院、CNN、瑞士外交部和歐洲許多國家均對於台灣的交通狀況有所報導和提出示警
。在2022年11月聯合國的《兒童權利公約》第二次國家報告，聯合國國際委員審查提出的72點結論，針對台灣的兒童及少年死傷偏高，特別指出兩個關鍵問題，就是「自殺」和「交通」。
日本的每日新聞則以步行者地獄（行人地獄）為題，報導台灣的交通狀況，引用政府統計的數據，顯示台灣交通事故死亡的人均數為日本6倍，並目擊了台灣街頭車輛駕駛不停讓行人被警察開單取締的現象。日本台灣交流協會發布的僑民安全指南提到，台灣交通事故的數量高於犯罪數量，並提醒僑民應注意並防範事故的發生。美國國務院警告：「過馬路時要提高警覺，因為許多駕駛不尊重行人路權」。瑞士外交部則示警：「在尖峰時刻，許多無法預測及頗具攻擊性的駕駛行為，大幅增加事故的風險」。法國、俄羅斯和加拿大更是使用「野蠻行徑」來形容台灣的車輛駕駛人對行人極不尊重和嚴重威脅行人安全的情況。

### 中央及地方政府

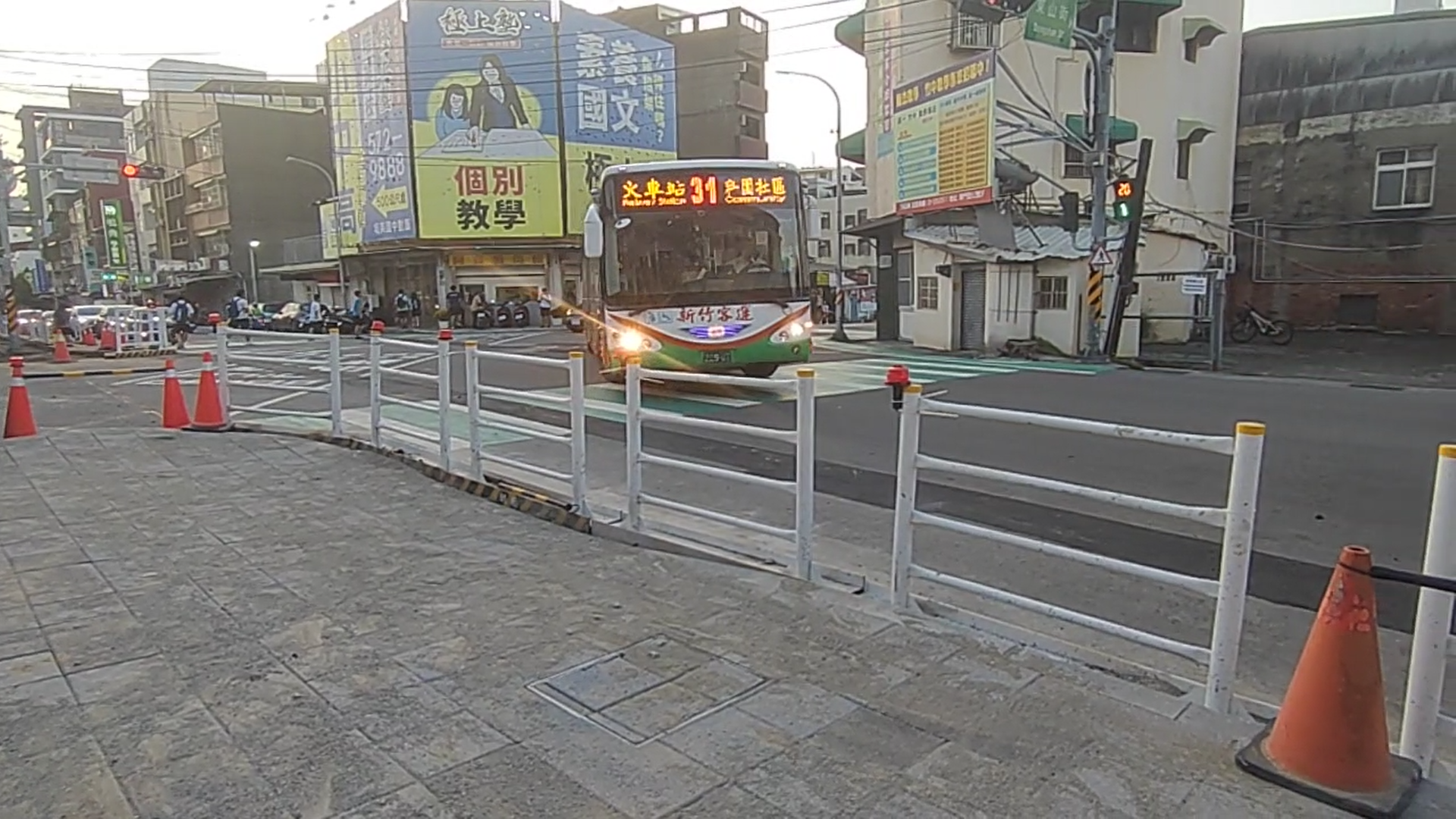
新竹高中人行道拓寬工程

時任交通部長王國材表示，交通部已針對不停讓行人修法，加重處罰調高至6000元，並計畫參考日本交通安全對策基本法以及臺灣環境教育基本法等經驗，研擬推動「道路交通安全基本法」，以期改善道路安全其規劃從工程、教育、執法三大面向推動十項改善策略，包括改善人行車行空間、形塑優質交通安全文化、強化交通安全執法等。然而，根據內政部營建署指出，徹底改善人行空間需要百年，引發在野黨批評。
2023年起，中央機關為提升道路安全，開始進行全國交通大執法，針對大小型車於行人穿越道不暫停讓行人先通過加強取締。時任行政院長陳建仁對於近期因未禮讓行人而發生的交通事故表示痛心，並指示各部會合作提出解決方案，同時呼籲地方政府配合改善路口設計、號誌調整及加強宣導，並研擬道路安全改善計畫或行動綱領，目標設定為在2030年前將道路交通事故死亡人數降低30%，長期達到零死亡願景。2024年4月，立法院三讀通過「行人交通安全設施條例」，規範中央及地方應訂定行人交通安全推動及改善計畫，地方政府如果若有妨礙行人通行的固定設施，必須在期限內改善或拆除，並且通過「公路法」部分條文修正案，明定公路設計、施工、養護及交通工程，應遵循以人為本理念，公路修建若經醫療院所、學校或捷運站等人口密集區，應設置無障礙人行道、行人徒步區或交通寧靜區，設有騎樓者亦同。
臺北市政府宣布將盤點全市醫院、學校及主次要幹道，訂定人本理念道路計畫，其他縣市也將陸續推動機車退出人行道計畫、增設人行道及通學步道、行穿線退縮及增設庇護島、增設行人專用時相等行人交通安全設施改善。

### 公民自覺

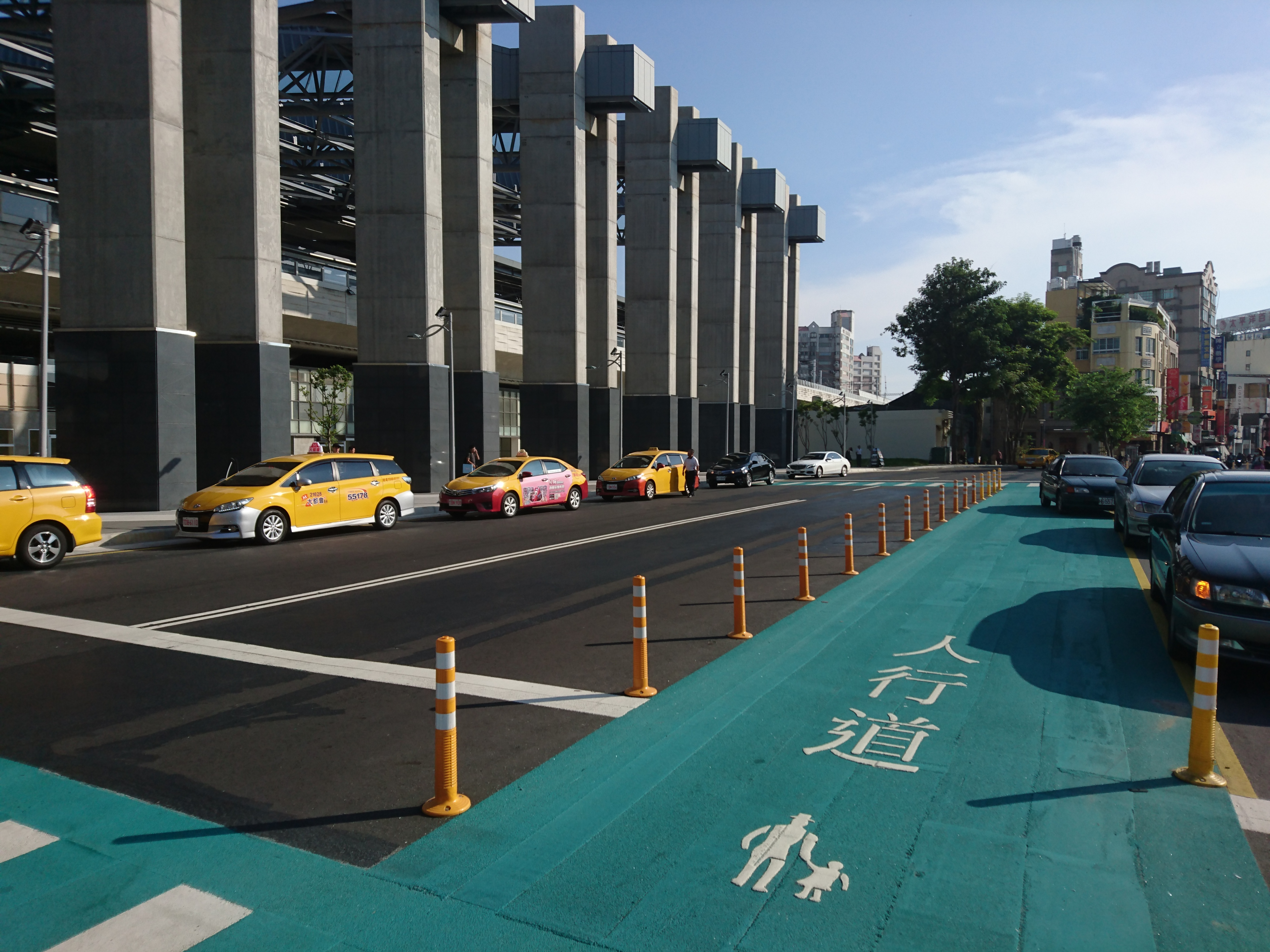
台灣各地常見的綠色標線型人行道

2023年上半年，台灣多個縣市的民眾發起「行人安全大富翁」活動，活動選在易發生或曾有重大事故的路口，民眾沿路口斑馬線繞行，訴諸對行人安全的重視。另有學生團體發起「行人路權大遊行」，呼籲政府在交通工程、交通教育和交通執法方面採取更積極的措施，以保護弱勢群體和所有用路人。行人零死亡推動聯盟與公民團體、網路意見領袖及在野政黨共同發起還路於民大遊行，遊行隊伍呼喊著在2030年前將行人死亡人數減半、2040年達到行人零死亡等訴求。
2023年底，交通部修訂多項法令並加強相關規範後，計程車業者團體包圍交通部表達抗議。在計程車業者團體陳情後，交通部決定對於罰鍰金額在1500元以內的違規行為，不再接受民眾檢舉。此舉引發路權團體的質疑，他們認為交通部此舉無視其訴求，並對交通部宣稱已與行人路權團體達成共識的說法表示異議，並以「退回交通惡法—停止殘害交通」為主題，舉行大遊行，並為2023年交通事故死亡3023人舉行路祭。
2024年8月，還路於民行人路權促進會發起「零死亡願景散步節」，並指出標線型人行道並非實體人行道，缺乏實際保護作用，主張政府應該設置實體人行道並進行無障礙設計，以保障行人安全通行。交通部則回應，雖然實體人行道的安全性較高，但考量到現實中將所有人行道改建為實體人行道存在困難，標線型人行道是作為在無法設置實體人行道時的替代方案，其目的是透過標線提醒用路人禮讓行人優先通行。

### 在野黨團
在野黨團呼籲中央政府應參考日本的做法，加速制定交通安全基本法，以改善台灣的道路交通安全狀況，確保民眾的生命安全。此外，在野黨團表示，既然《氣候變遷因應法》已將「2050淨零排放」入法，台灣應效法瑞典、歐盟等國家，將「零死亡願景」納入道路交通安全基本法。2023年底，交通部提出「微罪不檢舉」的修法草案後，時代力量黨團對此提出批評，行人穿越道、快車道臨時停車、公共汽車招呼站十公尺及消防車出入口五公尺內臨時停車等影響道路和行人安全的違規項目，以及違停佔用障礙專用停車等行為，都在取消民眾檢舉的範圍內，甚至取消了逕行舉發違規的記點制度，並呼籲行政院重新審議其未經過詳細考慮的草案內容。

## 各國對策

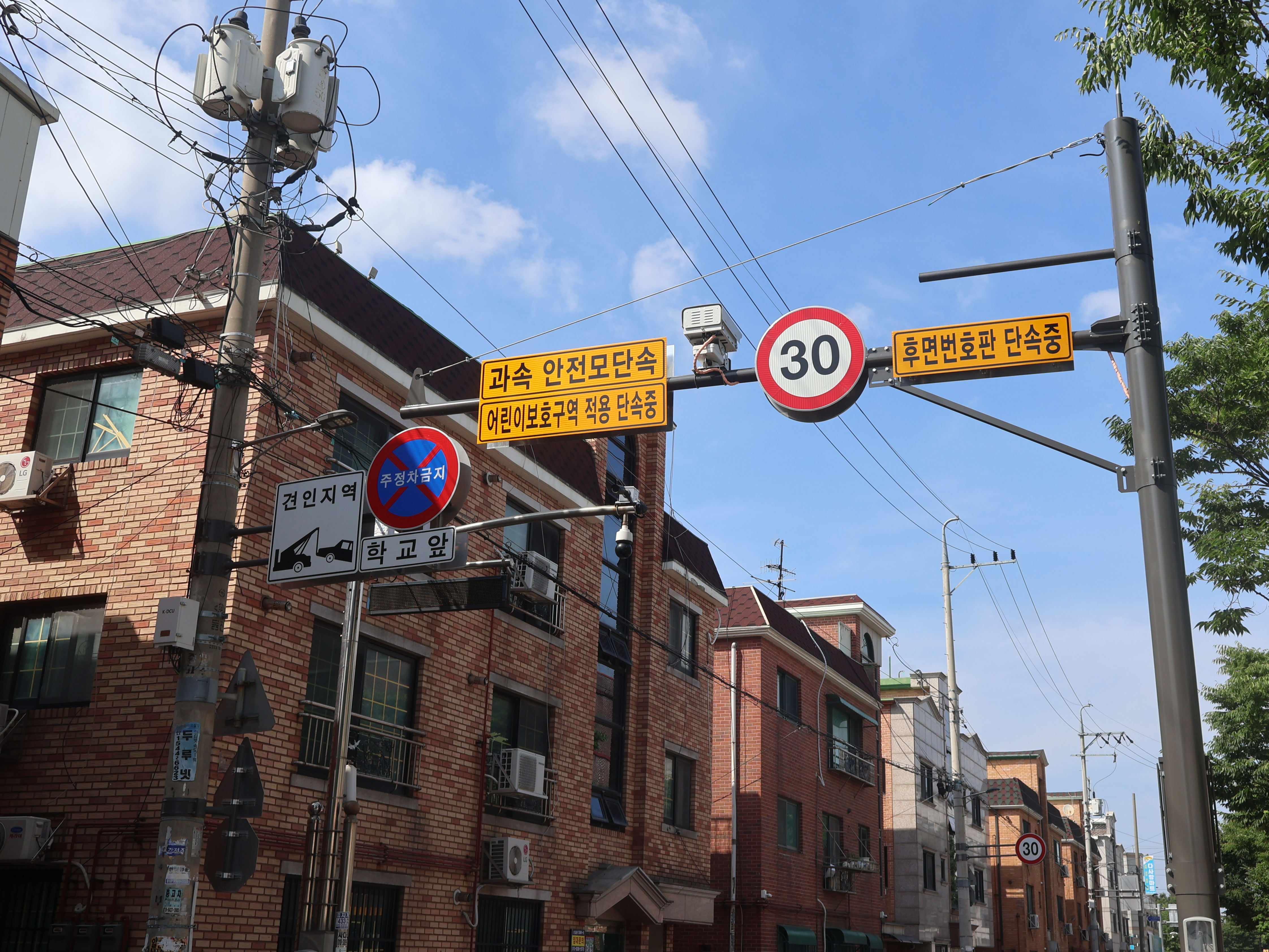
韓國京畿道安山市的學區限速號誌

為改善行人交通安全，部分國家已實施多項政策並取得成效。韓國自實施「安全速度5030」政策以來，將市區主要幹道速限設為50公里，學區及行人密集區則降至30公里，並積極擴增人行道，在兩年內顯著降低了行人交通事故傷亡率，以梨花女子大學周邊街道為例，其交通環境從無實體人行道的雙向車道，轉變為拓寬人行道並增設行人保護設施的單向車道。韓國交通事故傷亡率下降的另一原因，亦歸因於其全民交通安全教育政策，透過國家制定標準，要求小學至高中階段皆須接受相關教育，並對教師進行培訓。日本在制定《交通安全基本對策法》後，亦觀察到交通傷亡率的下降。
近年來為改善台灣行人交通環境，法制面已新訂或修正下列法規：
- 2022年2月10日，內政部修正「市區道路附屬工程設計規範」，包含：1.考量過寬之路肩或路邊停車影響行車安全，新增優先調減路肩及路邊停車帶。2.市區常見混合車道被誤用於已設置慢車道之內側車道，或劃設二個以上之混合車道，亦或其車道寬度有過大之情形，為避免汽機車側撞或擦撞風險，「 混合車道」修正名稱為「最外側車道」。3.為建構都市友善安全步行環境，定明主要道路、次要道路及服務道路應留設人行道。4.為改善人行道上機車停放亂象，定明人行道上原則不設置機車停車格。5.為有效配置道路斷面，定明路邊停車得以停車彎型式設置於公共設施帶內。6.屢見市區道路留設過寬路肩，易讓駕駛人誤闖而發生交通事故，為妥善規劃道路斷面，定明路邊設置停車空間之規定，以維道路交通安全。
- 2023年5月25日，行政院通過「行人優先交通安全行動綱領」，從工程、教育、監理及執法四大面向推動19項行動方案，結合跨部會與地方政府力量，完善行人通行環境、建立國人正確用路觀念，同時加強取締路口不停讓行人之行為，把行人優先的人本交通觀念，養成為道路駕駛者的習慣。[81]
- 2023年8月17日，行政院通過「行人交通安全政策綱領（2023-2027）」，以1. 制定《道路交通安全基本法》2. 建置完整公共運輸系統3. 落實行人交通安全改善。提出短、中、長期執行項目，如推動4年（113-116年）400億元「永續提升人行安全計畫」、規劃制定《行人交通安全設施條例》、違規紀錄嚴重者恢復定期換照、擴大機車駕訓補助、推動機車道路駕駛訓練、加重處罰罰鍰與重點執法，保護行人安全，尤其是身障者、兒童及高齡者等。[82]
- 2023年12月1日，立法院三讀通過「道路交通安全基本法」，確立道路交通安全政策方針原則、強化各級政府道路安全運作機制、中央相關機關及地方政府依權責推動並落實成效監督等，完善道路交通安全改善推動制度，以期建立以人為本之道路交通安全環境，達到道路交通事故零死亡終極目標。[83]
- 2024年1月1日，「道路交通安全基本法」施行。
- 2024年4月16日，立法院三讀通過「行人交通安全設施條例」，明確規範中央及地方政府必須訂定行人交通安全設施推動及改善計畫，並逐年編列預算改善行人交通安全設施，經由每年考評及公布執行成效，以有效督導及協助地方政府完善行人動線及提升交通安全等工作，達成行人可以安心行走的施政目標。[84]
- 2024年7月22日，交通部暨內政部修正「道路交通標誌標線號誌設置規則」部分條文，增訂「通學區起（終）點標誌」、新增「視覺化減速標線」、明定路中障礙物體應劃設路中障礙物體線、修正人行道標線圖例，引導成人與兒童於人行道併肩行走時，成人靠車道側牽行兒童以保護兒童安全、新增自行車優先車道標線、新增枕木紋行人穿越道線與橫交道路路面邊緣間距之規定，以利駕駛人察覺並停讓行人通過路口，避免發生人車碰撞。
- 2024年9月12日，內政部修正「市區道路附屬工程設計規範」，包含市區道路設計速率、設計車種與轉向軌跡、市區道路橫斷面設置單元尺寸表、最大縱坡度、豎曲線最短長度。
- 2024年10月1日，「行人交通安全設施條例」、「行人交通安全設施條例施行細則」施行。

## 爭議事件

### 道安新條款被渲染為「行人帝王」條款
2023年6月30日，台灣針對汽車駕駛人未禮讓行人穿越道上的行人，將罰鍰提高至新台幣6000元，根據道路交通安全規則第103條第2項規定「汽車行近行人穿越道，遇有行人穿越時，無論有無交通指揮人員指揮或號誌指示，均應暫停讓行人先行通過」，此規定在部分媒體稱為「行人帝王條款」。桃園一名國中生以「行人帝王」為主題創作圖畫，該作品在「112學年度全國學生美術比賽」中獲得漫畫類特優獎。然而，網紅Cheap（本名鄭才暐）公開表示，認為在台灣過馬路的行人相對弱勢，不應受到如此嘲諷，並對台灣的教育提出質疑，此舉言論引發了部分人士的批評。

### 消基會針對行人及行人庇護島的發言
2025年1月2日，消基會發布新聞稿，對於台灣的行人交通安全問題提出評論。針對政府推行的道路改善措施，特別是設置行人庇護島，消基會則批評這些措施可能導致新的事故風險，認為這些措施可能反成為駕駛的潛在危險區域，尤其是在夜間能見度不佳的情況下。消基會的觀點引發了多個關注行人安全的團體不滿，這些團體聯合發布聲明反駁，強調當前道路安全問題主要源於駕駛人的危險行為和制度性缺失，並針對消基會對行人庇護島的批評提出異議，認為庇護島在實際案例中發揮了保護行人的作用，消基會的評論忽略了駕駛行為和交通管理體系的缺陷，導致對道路安全議題的錯誤認知。

## 重大意外事件

### 2025年5月19日新北市三峽區北大國小3死12傷交通事故
新北市三峽區國成街與國光街口（北大國小旁），一輛由78歲退休人士余姓駕駛的汽車在行人專用時相期間暴衝，當日下午4點4分，新北市三峽區北大國小旁國成街與國光街口發生重大車禍，車輛暴衝，於行人專用時相行人在過馬路期間，超過10人受到波及，其中3人宣告不治，肇事駕駛於2025年2月剛通過高齡駕駛換照，警方依《中華民國刑法》第276條過失致死罪立案偵辦，並由新北地檢署組成專案小組調查，另外總統賴清德指示行政院成立專案小組，本次死亡超過3人，運安會也介入調查。此次事故引發社會對高齡駕駛換照制度的關注。交通部提出將高齡駕駛換照年齡從75歲下修至70歲、增加實地駕駛測驗項目、提供70歲以上駕駛人繳回駕照後的TPASS交通補助等措施。然而此事件凸顯台灣在交通安全與駕訓管理等整體系統性問題，各行人路權團體促使政府檢討相關政策，期望藉由制度改革降低類似事故的發生。

乳癌名醫遭公車撞死事故
台北市愛國東路、總統官邸旁，2025年7月19日日發生死亡車禍，國內乳癌權威、衛福部桃園醫院乳房外科主任周佳正，過馬路時遭左轉的欣欣客運公車撞上，不幸命喪輪下。肇事的李姓司機被依過失致死罪嫌送辦，訊後以5萬元交保。欣欣客運董事長范大維坦承，經過了解， 司機有當下雖未執行「指差確認」，然而事故現場，更大問題是，行人穿越道75公尺，且「橫跨多車道＋轉角＋人車共用時相」，屬於典型高風險設計，讓行人暴露於車流時間過長，增加事故機率。左轉車駕駛需同時注意來車、號誌、行人，視野與注意力負荷極大。在許多歐美、日韓城市，長距離行穿線已被逐步淘汰，改以設置 庇護島（Pedestrian Refuge Island）或中途停等區、將穿越距離縮短，配合凸出型行人庇護頭（Curb Extension/Bulb-out）、設計「單一衝突點」，減少駕駛需要同時關注多方向。

## 外部連結
- 機車事故年奪數百性命 加劇台灣少子化國安危機 （页面存档备份，存于）
- 台灣是個行人地獄 Taiwan is a living hell for pedestrians - Facebook
- 我是台灣行人＠京都- （页面存档备份，存于）
- 還路於民大遊行 - 行人零死亡推動聯盟 （页面存档备份，存于）